# Schiessbecher

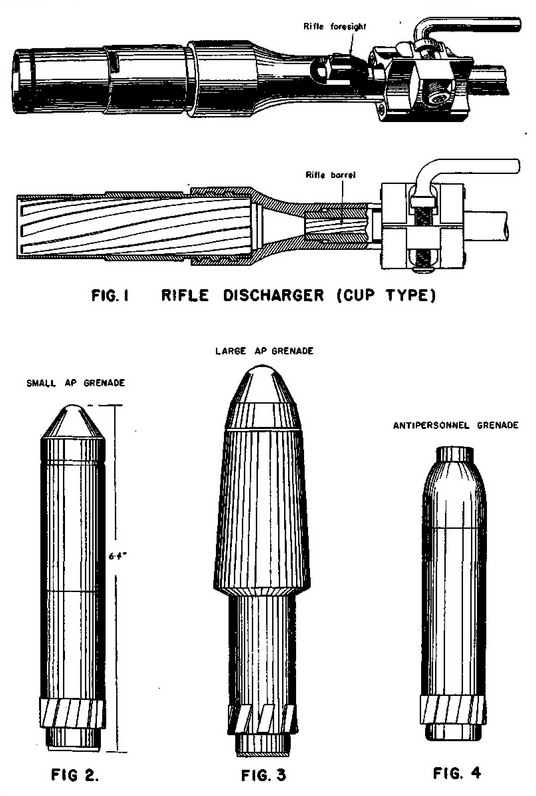
Dibujos de la bocacha lanzagranadas alemana Schiessbecher y sus granadas.

La Schiessbecher (literalmente taza de disparo) o Gewehrgranatengerät (literalmente aparato para granada de fusil) fue una bocacha lanzagranadas usada por el ejército alemán en la Segunda Guerra Mundial. Fue introducida en 1942, teniendo como diseño base a las bocachas lanzagranadas para fusiles de la Primera Guerra Mundial. La Schiessbecher estaba destinada a reemplazar a todos los modelos anteriores.

## Desarrollo

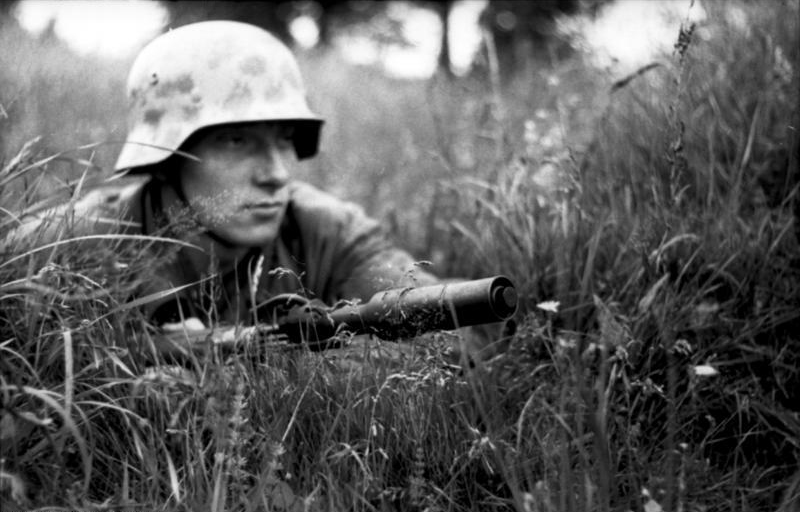
Soldado alemán con la Schiessbecher montada en su fusil.

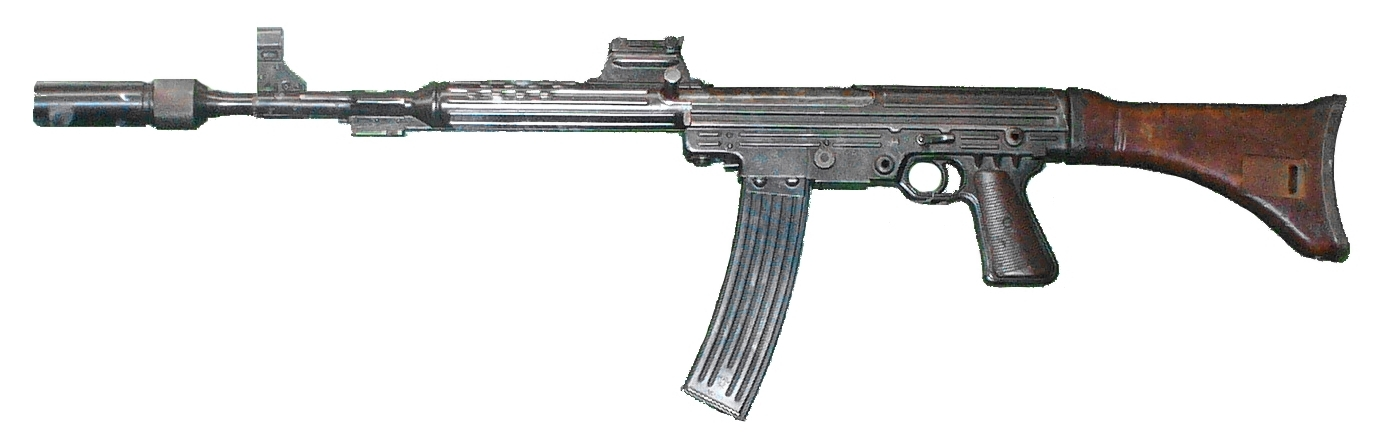
Prototipo del MKb 42 (W[alther]), con la Schiessbecher instalada.

La Schiessbecher podía ser utilizada en contra de la infantería, fortificaciones y vehículos ligeramente blindados hasta una distancia de 280 m. Para estas diferentes tareas, se desarrollaron una variedad de granadas y sus respectivos cartuchos lanzadores. Los cartuchos lanzadores disparaban un proyectil de madera a través del cañón hacia la granada, el impacto armaba a esta última y activaba su carga propulsora. 
La Schiessbecher tenía un cañón corto de calibre 30 mm, con una longitud de 250 mm y un peso de 750 g, pudiendo ser acoplada en armas que empleaban los cartuchos 7,92 x 57 Mauser o 7,92 x 33 Kurz, tales como el Karabiner 98k, Karabiner 98a, G98/40, StG 44 y el FG 42. Un complicado dispositivo para apuntar era montado a la izquierda del alza original, y permitía cubrir un alcance de entre 0 a 250 m con incrementos de 25 m. La Schiessbecher fue producida hasta mayo de 1944 y su producción total fue de 1.450.114 unidades.